# Валеджо-суль-Мінчо
Валеджо-суль-Мінчо (італ. Valeggio sul Mincio, вен. Vałegio sol Mincio) — муніципалітет в Італії, у регіоні Венето,  провінція Верона.
Валеджо-суль-Мінчо розташоване на відстані близько 410 км на північ від Рима, 130 км на захід від Венеції, 23 км на південний захід від Верони.
Населення — 14 923 особи (2014).

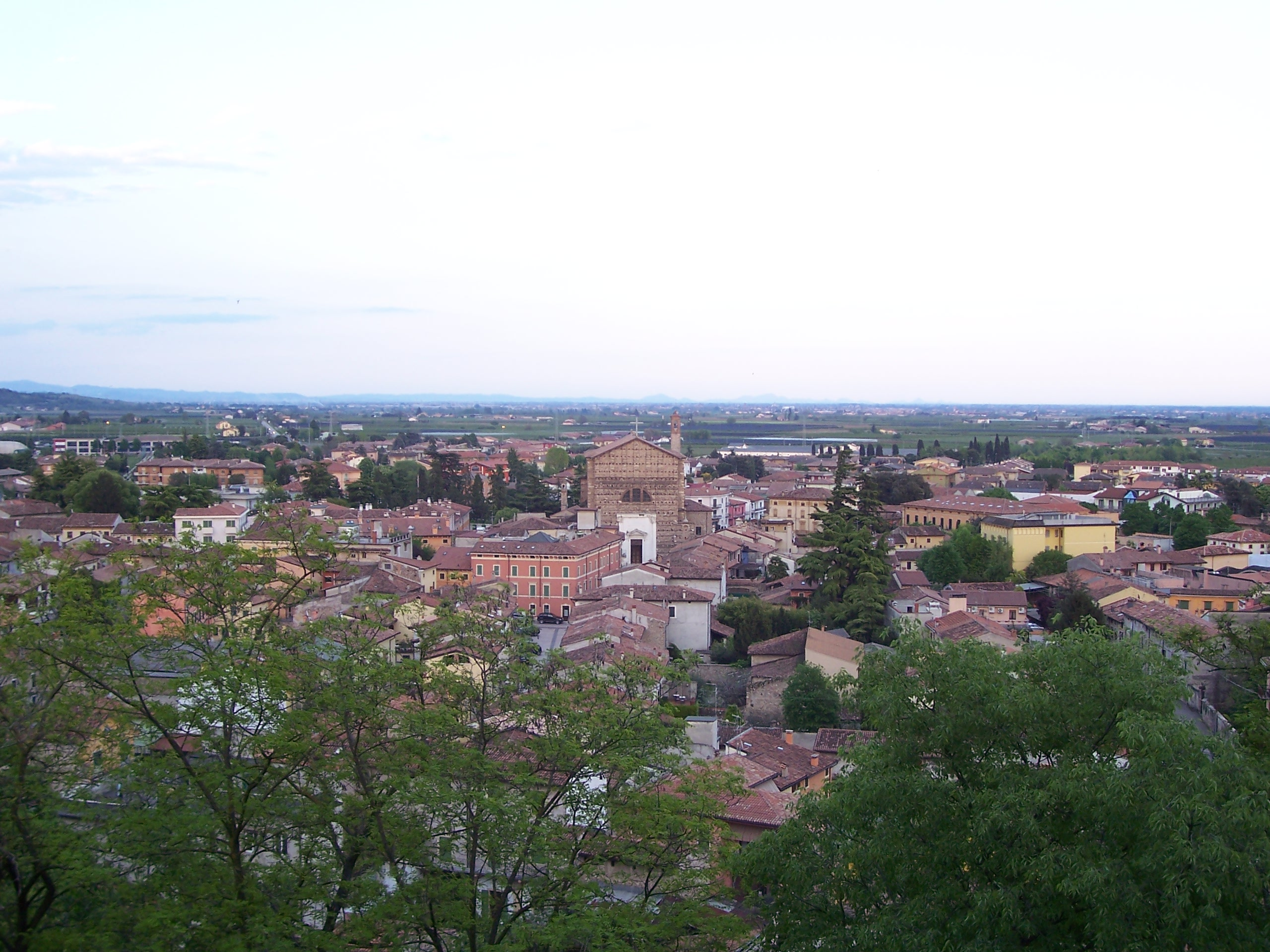

Щорічний фестиваль відбувається 23 квітня. Покровитель — святий Юрій.

## Демографія
Населення за роками:

Станом на 1 січня 2023 року в муніципалітеті офіційно проживало 1910 іноземців з 76 країн, серед них 922 громадяни країн Євросоюзу та 43 громадяни України.

## Сусідні муніципалітети
- Кастельнуово-дель-Гарда
- Марміроло
- Монцамбано
- Моццекане
- Песк'єра-дель-Гарда
- Понті-суль-Мінчіо
- Ровербелла
- Соммакампанья
- Сона
- Віллафранка-ді-Верона
- Вольта-Мантована